# Gondecourt
Gondecourt település Franciaországban, Nord megyében. Lakosainak száma 4099 fő (2022. január 1.). Gondecourt Santes, Seclin, Wavrin, Allennes-les-Marais, Carnin, Chemy, Herrin és Houplin-Ancoisne községekkel határos.

## Népesség
A település népességének változása:
| Lakosok száma | 3918 | 3954 | 4046 | 4055 | 4045 | 4031 | 4000 | 4050 | 4099 |
|               | 2013 | 2015 | 2016 | 2017 | 2018 | 2019 | 2020 | 2021 | 2022 |